# Jaume Gubianas i Jovés
|  | Per a altres significats, vegeu «Jaume Gubianas i Escudé». |

Jaume Gubianas i Jovés (25 de desembre de 1923, Barcelona i mort a Viladecans el 9 de setembre de 2001) va ser un dibuixant i pintor català.

## Obres
Durant tota la seva carrera va tractar temes i tècniques diferents, tot i que es pot reconèixer quatre períodes amb una temàtica preponderant:
- 1942-1947: Animals
- 1968-1973: Carrers
- 1965-1975: Marines
- 1975-2001: Paisatges